# Otto Abraham
Otto Abraham, né le 30 mai 1872 à Berlin et mort dans la même ville le 24 janvier 1926, est un spécialiste allemand de la psychologie du son.

## Biographie
Après des études de médecine, Otto Abraham est nommé assistant de Carl Stumpf à l'Institut de psychologie de Berlin en 1896 et travaille avec Erich von Hornbostel à la constitution d'archives dans le domaine discographique. 
Comme auteur, il a publié d'importants traités sur l'acoustique et la musique primitive, ainsi qu'un article sur la notation musicale chinoise et des études sur les mélodies turques, siamoises et hindoues enregistrées.

## Publications
- Wahrnehmung kürzester Töne une Geräusche (1898)[1]
- « Studien über das Tonsystem und die Musik der Japaner », Sammelbände der internationalen Musikgesellschaft (1902-1903)[1]
- « Photographierte Indianermelodien aus British Columbia », Festschrift pour Franz Boas (1906, New-York)[1]